# Юшко Ігор Олегович
Юшко Ігор Олегович (нар. 21 серпня 1961 р., Маріуполь, Донецька область) — український фінансист, політик, державний діяч.

## Біографія
Народився 21 серпня 1961 року, місто Маріуполь , Донецькій області. В сім`ї інженерів металургів.
Одружений , має чотирьох дітей.

## Освіта
1978 - 1983 роки Ждановський металургійний інститут, спеціальність - металургія чорних металів.
У 1987 році закінчив Харківський інженерно-економічний інститут, спеціальність - управління промисловим виробництвом.
Має диплом консультанта з питань західноєвропейського ринку (Michel Institute, Німеччина). Заслужений економіст України. Володіє англійською мовою.

## Діяльність
З 1983 року по 1992 рік — працював на металургійному комбінаті «Азовсталь», розливальник сталі, майстер, старший майстер, провідний інженер.
З 1992 року по 1998 рік  у банківській сфері. Перший заступник голови, голова правління Першого українського міжнародного банку м. Донецьк , контрольованого компанією СКМ відомого українського бізнесмена Ріната Ахметова.

## Політична кар`єра
З березня 1998 року по квітень 2002 року — народний депутат України 3-го скликання, за мажоритарним округом. 
1998–2001рр. - Заступник голови Комітету ВР з фінансів та банківської діяльності.
2000 рік  -Член ради Національного банку України.
Грудень 2001 року - призначений державним секретарем Міністерства фінансів України
2001-2002 рр. - міністром фінансів в уряді А.Кінаха
2003-2005 рр. - радником прем`єр міністра  України Віктора Януковича
2004-2008 рр. - Голова Наглядової ради «Укрсоцбанку»
Згодом очолював наглядові ради «Укрсоцбанку» і страхової компанії «Оранта», був віце-президентом корпорації «Інтерпайп».
З листопада 2008 року - Голова правління публічного акціонерного товариства «Дочірній банк Сбербанку Росії».
З березня 2010 року по лютий 2014 року - радник Президента України (поза штатом).